# 李裕善
李 裕善（イ・ユソン、朝鮮語: 이유선、1903年11月13日または11月14日 - 1974年7月4日または7月8日）は、日本統治時代の朝鮮の教育者、独立運動家、大韓民国の政治家、実業家。制憲韓国国会議員。本貫は全州李氏。

## 経歴
京畿道富平郡九山里（富川郡を経て現・仁川広域市富平区九山洞）出身。仁川公立普通学校、培材高等普通学校卒。1921年から農業に従事した後、1931年に富川郡で九山進英学院を設立・経営し、1940年からはまた商業に従事した。青年同志会組織者・会長も務めたが、1941年に聖書、朝鮮歴史や民族系雑誌の発刊、講演により拷問を受けて投獄され、出獄後は百貨店を設立・経営した。光復後は素砂邑治安維持委員会副委員長を務めたが、共産党の妨害により解散した。その後は李承晩博士帰国歓迎準備委員会副委員長、素砂南北国民学校後援会長、大韓独立促成青年連盟組織者、大韓独立促成国民会富川郡支部長・京畿道支部副支部長・中央執行委員、国会商工分科委員、富川物資運営組合長、大韓民族青年団富川郡甲区団副名誉団長、朝鮮紡織専務、大韓軍警会援護部長、東洋紡織理事、民主共和党京畿第13地区党委員長・中央常任委員を務めた。
1974年7月8日、ソウル市城北区の自宅で持病により死去。享年72。